# Гай Консидий Лонг
Гай Консидий Лонг (на латински: Gaius Considius Longus; † 46 пр.н.е.) е политик и военачалник на Римската република по време на гражданската война между Цезар и Помпей.
Произлиза от клон Лонг на фамилията Консидии. През 52 пр.н.е. той е претор и става пропретор на провинция Африка. През 50 пр.н.е. Лонг отива в Рим да кандидатства за консул, неговият легат Квинт Лигарий го замества.
След избухването на гражданската война през пролетта 49 пр.н.е. той се връща в Африка и помага на Помпей. Помпеанецът Публий Атий Вар поема провинция Африка, съставя два легиона и не пуска назначения от Сената наследник на Лонг Луций Елий Туберон да се приземи в Африка.
През 49 пр.н.е. Лонг държи с един легион град Хадрументум в Тунис и Луций Юлий Цезар бяга пеша в града след неуспеха му с претор Гай Скрибоний Курион.
След смъртта на Помпей през 48 пр.н.е. Лонг е на страната на Метел Сципион.
Лонг бяга в Нумидия, където е убит през 46 пр.н.е. от бербера Гетули (Gaetuli).
Лонг има един син, Гай Консидий Пет, който е пленен в Хадрументум и след битката при Тапс помилван от Цезар.